# Good Morning Sunshine
Singles de Aqua
Turn Back Time
(1998) Cartoon Heroes
(2000)
Pistes de Aquarium
Barbie Girl Doctor Jones
Good Morning Sunshine est le 7e et dernier single extrait d'Aquarium, le premier album du groupe scandinave Aqua.

## Clip vidéo
- Réalisateur : Inconnu
- Année de réalisation : 1998
- Lieu : Aqua Scandinavia Tour
- Durée : 04:35
- DVD : Good Morning Sunshine/The Diary/The Video Collection DVD

- Description :

L'ultime vidéoclip de l'album Aquarium est en fait un assemblage de passage du Scandinavia Tour qui eut lieu durant l'été 1998. L'ensemble du concert avait été enregistré dans le but probable de sortir un DVD et un VHS sur la tournée mais l'idée n'a pas été retenu et les images recyclés pour ce clip.
L'introduction montre les coulisses du concert durant 30 secondes avant que la chanson ne commence et les images du live n'apparaissent. Bien que d'autres costumes apparaissent dans la vidéo, seul le danseur arabe appartient au moment où est chanté en live "Good Morning Sunshine".

## Classements
- Allemagne : 94
- Danemark: 25
- Israël: 19
- Mexique: 99
- Pays-Bas: 80 (semaines dans les charts: 4)
- UK: 18 (2 semaines) (semaines dans les charts: 14)